# کاج (درگزین)
کاج، روستایی در دهستان درگزین شرقی بخش شاهنجرین شهرستان درگزین در استان همدان ایران است. این روستا، مرکز دهستان درگزین شرقی است.

## جمعیت
بر پایه سرشماری عمومی نفوس و مسکن در سال ۱۳۹۵، جمعیت این روستا برابر با ۱٬۰۵۳ نفر (۳۳۴ خانوار) بوده است.